# جيمس كرايغ (سياسي أمريكي)
جيمس كرايغ (بالإنجليزية: James Craig)‏ هو ضابط ومحامي وسياسي أمريكي، ولد في 28 فبراير 1818 في مقاطعة واشنطن في الولايات المتحدة، وتوفي في 22 أكتوبر 1888 في سانت جوزيف في الولايات المتحدة. حزبياً، نشط في الحزب الديمقراطي. وقد انتخب عضو مجلس النواب الأمريكي.